# Blaaswier
Blaaswier (Fucus vesiculosus L.) is een bruinwiersoort uit het geslacht Fucus. Het groeit aan de noordelijke kusten van de Atlantische en Stille Oceaan evenals in de Noordzee en Oostzee. De soort komt regelmatig voor in kelpwouden. Het wier bezit luchtblazen die als drijforgaan dienstdoen. Er bestaat ook een vorm zonder luchtblazen.

## Bestanddelen
Blaaswier is, net als andere bruinwieren, rijk aan een specifieke klasse polyfenolen, de florotannines. Deze hebben een sterke antioxidatieve werking via remming van een aantal enzymen die betrokken zijn bij oxidatieve stress. Deze florotannines hebben ook antibiotische, antifungale en anti-inflammatoire eigenschappen en zijn mogelijk bruikbaar bij de bestrijding van diverse infectieziekten en daarmee gepaard gaande ontstekingen.
Blaaswier bevat hoge concentraties jodium, tot 600 microgram per gram, en werd in de 18e eeuw gebruikt ter bestrijding van struma. Ook andere mineralen, zoals kalium, magnesium, calcium en ijzer zijn rijkelijk aanwezig in blaaswier. Zware metalen of giftige elementen, zoals arseen, kunnen ook in hoge concentraties in de alg voorkomen.
Consumptie van blaaswier verandert de cholesterolstofwisseling en kan het cholesterolniveau in plasma doen dalen. Een mogelijk werkingsmechanisme is competitieve remming door de fucosterolen in blaaswier.

## Hormonen
Mogelijk draagt blaaswierconsumptie (nog meer dan soja) bij aan de lage incidentie van borstkanker, baarmoederkanker en andere hormoongerelateerde kankersoorten in Japan en diverse andere Aziatische landen. In deze regio maakt blaaswier van oudsher een belangrijk deel uit van de voeding (10%-25% van de voedselinname in Japan). Onderzoekers van de Universiteit van Berkeley hebben ontdekt dat een voeding die rijk is aan blaaswier bij ratten de oestradiolniveaus kan doen dalen. Ook bij mensen blijkt volgens onderzoek dat blaaswierconsumptie de oestradiolniveaus kan doen dalen en bij kan dragen aan een normalisering van een afwijkend menstruatiepatroon.

## Landbouw

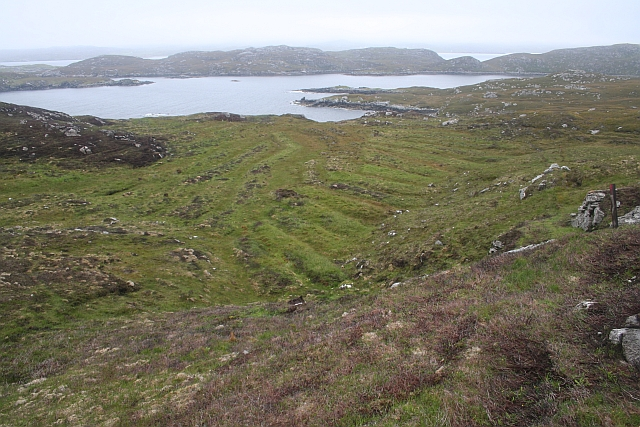
De bodemvruchtbaarheid van deze zogenoemde lazy beds werd verbeterd met zeewier. Dit in onbruik geraakte veld ligt op de Buiten-Hebriden.

In vroeger tijden werd zeewier gebruikt voor de verrijking van arme landbouwgronden in kustgebieden. Voorbeelden hiervan zijn te vinden op de Falklandeilanden, de Araneilanden, de Kanaaleilanden en de Hebriden.
Tegenwoordig wordt zeewier nog gebruikt in de biologische landbouw. Enerzijds als snel afbrekende bodembedekker en compost tijdens de winter die erna de groei van aardappelen bevordert, anderzijds door er plantengier van te maken door het enige weken in een ton met water te laten rotten. Deze seaweed soup wordt verdund als groeistimulans voor de planten gebruikt. Zeewier en daarvan gemaakte gier is rijk aan meststoffen als kalium, stikstof en fosfor alsmede tal van aminozuren en sporenelementen.

Conceptakel van blaaswier

## Afbeeldingen
| Tekst bij afbeelding: — a, deel van een thallus (iets kleiner dan de natuurlijke grootte); op het oppervlak ziten de met gas gevulde drijvers en op het uiteinde, vier massa's conceptakels (voortplantingsorganen), — b, doorsnede van een van deze massa's (1.5: 1). — c, Jong-gedeelte van een vrouwelijk conceptakel, gezien onder een microscoop. Er zijn talloze haren (parafysen) en jonge oögonia, waarvan sommige een verdeling van de inhoud beginnen te vertonen voor het vormen van oösporen (2). — d, jong oögonium. — e, oögonium waarvan de inhoud is verdeeld in acht oösporen. — f, leeg oögonium. — g, inhoud van geïsoleerd oögonium. — h, uitgang van de acht oösporen, nog omgeven door een membraan, — i, breuk van dit membraan en isolatie van de oösporen, die voortaan vrij zweven en passief in zeewater (ze zijn erg donkergroen). — j, oösporen begint te ontkiemen — k, vertoont al een rhizoïde filament, dat zich vastklampt aan een steun. (300:1). — m, oudere ontkieming (300: 1), — l, nog verdere ontkieming (200: 1). |

| Tekst bij afbeelding: a — een langsdoorsnede van een mannelijke conceptakel, á. binnenin zijn er talloze parafysen die de antheridia bedekken. — b, een van deze parafyse geïsoleerd en gezien bij een sterkere vergroting; de antheridia (an) verschijnen als kleine losse zakjes, korrelig en met oranje inhoud (1). — c, jonge antheridia, waarin de vermenigvuldiging van kernen te zien is (sterke vergroting (2). — d, meer gevorderde toestand van een antheridium (n, kern; p, pheoleuciet) (2). — e, cellen in het antheridium beginnen te veranderen in antherozoïden (n, nucleus; v, oculiforme punt) {2). — f, antheridia met moedercellen van antherozoïden(2). — g, antherozoïde begint zich te verspreiden (2). — h, zich verspreidende antherozoïde (n, nucleus;, oculiforme punt) (2). — i, door antheridia in het conceptakel uitgestoten antherozoïden of naar buiten door de opening naar buiten gaand; sommige antheridia zijn nog steeds gesloten; bij de open antheridia komen de antherozoïden tevoorschijn, die in het zeewater bewegen door de beweging van hun trilharen. — j, oöspore omgeven door antherozoïden; een groot aantal hiervan zit vast aan het oppervlak en zorgt ervoor dat de oöspore gaat draaien (3). — k, deel van een oöspore waarin een antherozoid (sp.) is doorgedrongen (4). |